# Число розрідження
Число розрідження (англ. Liquefaction Number ({\displaystyle LN})) — показник, пропорційний  автолітичній активності амілолітичних ферментів, в основному альфа-амілази, в зерні  та продуктах його переробки (борошні). Від автокаталітичної активності залежить інтенсивність біотехнологічних процесів в процесі приготування тіста та його випікання.

## Опис
Традиційно для характеризування якості зерна та продуктів його переробляння використовують число падіння ({\displaystyle FN}), яке визначають експериментально методом Хагберга-Пертена. Залежність між числом падіння та активністю альфа-амілази є нелінійною, що не дозволяє розрахувати значення числа падіння для суміші зерна, борошна або крупи шляхом адитивного підбирання частин суміші з відомими числами падіння. Тому для перетворення нелінійної залежності в лінійну використовують число розрідження, що дає можливість простого арифметичного чи графічного розрахунку числа падіння сумішей із зерна чи муки:
{\displaystyle LN={6000 \over FN-50}},
де 6000 — константа;
50 — постійна величина, яка приблизно рівна часу в секундах, за який крохмаль перетворюється в клейстер, доступний для дії ферментів.

## Розрахунок числа розрідження для суміші
Якщо є суміш борошна із {\displaystyle N} частин з числом розрідження {\displaystyle LN_{1}} та {\displaystyle M} частин з числом розрідження {\displaystyle LN_{2}}, то число розрідження суміші може бути розраховане за формулою
{\displaystyle LN_{c}={\frac {N\cdot LN_{1}+M\cdot LN_{2}}{N+M}}}.
Число розрідження пропорційне активності альфа-амілази в діапазоні значень, характерних для товарного борошна.